# Spergula cerviana
Spergula cerviana är en nejlikväxtart som först beskrevs av Adelbert von Chamisso och Schltdl., och fick sitt nu gällande namn av David Nathaniel Friedrich Dietrich. 
Spergula cerviana ingår i släktet spärglar och familjen nejlikväxter. Inga underarter finns listade i Catalogue of Life.